# Phare de Baily
Le Phare de Baily est un phare situé sur la Howth Head, péninsule du nord de la baie de Dublin en Irlande ; il est exploité par le Commissioners of Irish Lights.

## Histoire

### 1repériode
Le premier phare de cette péninsule a été construit en 1667 par Sir Robert Reading à la demande du roi Charles II en 1665 par lettre de patente. Cette première installation consistait en un petit chalet et une tour carrée soutenant une balise à feu au charbon. Des parties du bâtiment d'origine sont encore existantes.
En 1790, la balise à charbon a été remplacée par un ensemble de six lampes à huile de type Ami Argand, comprenant chacune une parabole de cuivre argentée et un panneau de verre bulls-eye. Durant cette période, le phare a été dirigé par des Revenue Commissioners (en).

### 2epériode
En 1810, la Corporation for Preserving and Improving du port de Dublin a repris la gestion du phare. L'emplacement du bâtiment d'origine était trop élevé sur le promontoire, de sorte que la lumière était souvent obscurcie par le brouillard. Le 5 décembre 1811, une recommandation a été émise pour que le phare soit déplacé plus au sud vers la pointe de la péninsule. Une nouvelle tour et la maison pour le gardien ont été conçues par l'ingénieur George Halpin, inspecteur des travaux du port. Les travaux ont été achevés le 17 mars 1814. Le sommet de la tour était à 134 pieds (41 m) au- dessus de la mer, et la lumière blanche du catoptrique était fournie par un ensemble de 24 lampes Argand et des réflecteurs.
La région a été le théâtre d'un certain nombre de naufrages. Le 3 août 1846, le bateau à roues à aubes City of Dublin Steam Packet Company (en) a heurté les falaises à environ 2,5 km au nord de Baily dans un épais brouillard. Par conséquent, il a été décidé l'installation d'une cloche de brouillard au sommet du phare.
Le naufrage le plus notable a été la tragédie du PS Queen Victoria le 15 février 1853, dans lequel plus de 80 passagers et membres d'équipage sont morts. La cloche de brouillard a finalement été installé en Avril 1853, à la suite du naufrage et de l'enquête de la Commission du Commerce (Board of Trade).

### 3epériode
En 1865, la source de lumière a été améliorée par un système dioptrique. Dans le même temps, John Richardson Wigham avait breveté une lumière brûlant du gaz, et ce nouveau système a été installé à Baily. Une usine de gaz a été construite à la station pour produire le combustible, d'abord à partir de pétrole, puis de schiste, et enfin le charbon riche en cannelures. L'expérience ayant été un succès, le système a été ajouté à neuf autres phares.
Une corne à air a été installée en 1871 pour des temps de brouillard, qui a été remplacée par une sirène en 1879. La cloche a été maintenue en tant que système de secours jusqu'en 1890. La sirène a été remplacée par un diaphone en 1926.
En 1892, deux maisons supplémentaires pour les gardiens adjoints ont été construites. En 1902, un système faisant clignoter le feu une fois toutes les 30 secondes a été installée, au lieu de maintenir le continuellement. En 1908, le luminaire à gaz a été remplacé par un système utilisant la vaporisation de paraffine incandescente. En 1953, une maison plus grande a été construite au-dessous du phare.

### 4epériode

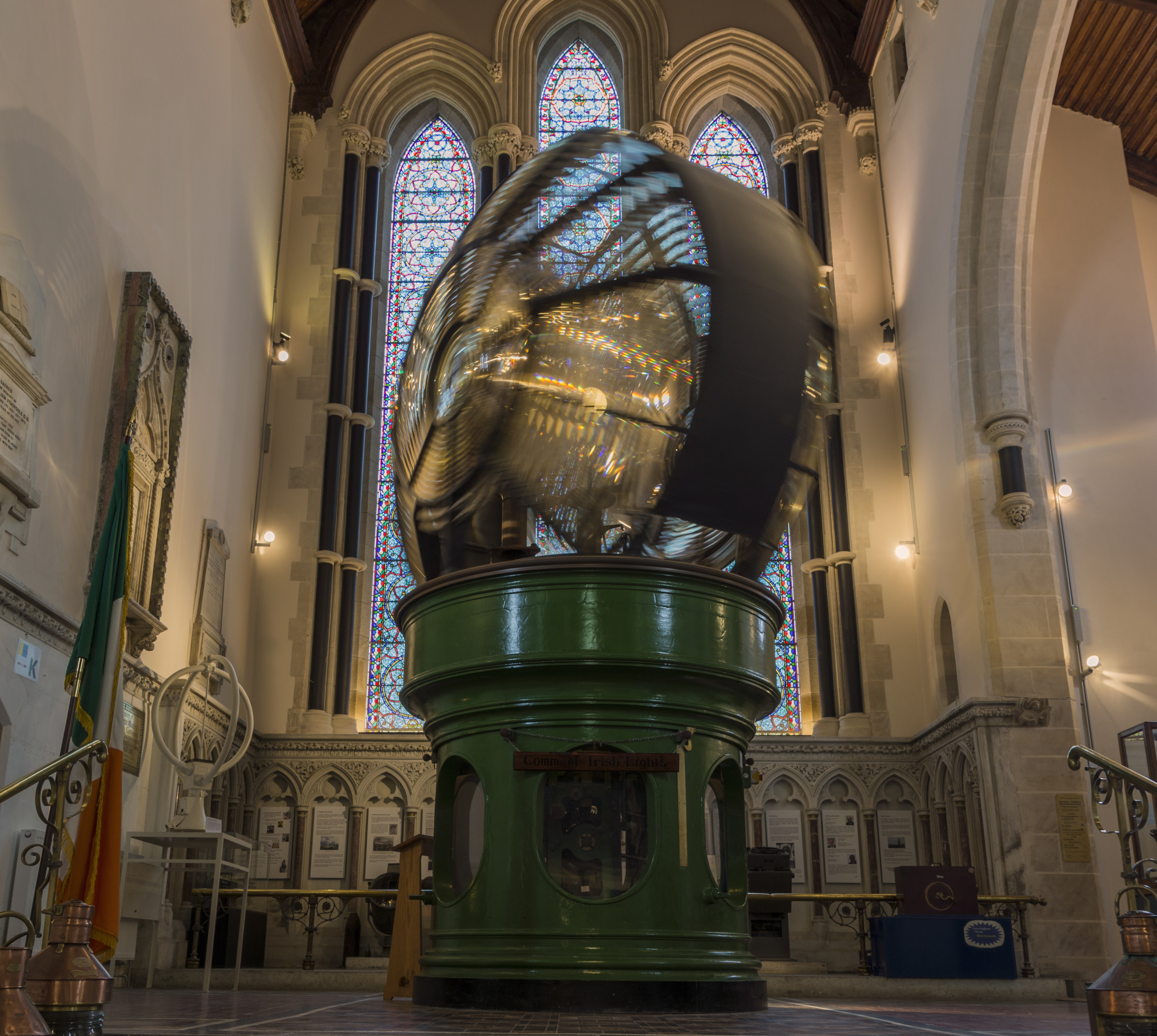
Optique installé en 1902.

En juin 1972, le système a été électrifié, avec une ampoule de 1.500 watts dans une lentille rotative, produisant un flash toutes les 20 secondes pouvant être vu à une portée de 26 milles nautiques (48 km). En 1973, des logements additionnels ont été construits pour les gardiens auxiliaires, car le phare de Baily est devenu un centre de formation.
La technologie moderne a ajouté un système d'alerte secondaire et la balise radio est devenue la principale méthode d'alerte pour les navires. À partir de 1978, la lumière n'opérait seulement qu'en mauvaise visibilité conjointement avec le signal de brouillard. Celui-ci a finalement été abandonné en 1995.
À la fin de 1996, le phare a été converti en totale autonomisation, et le dernier des gardiens est parti le 24 mars 1997, faisant de Baily le dernier phare irlandais à devenir automatique.
Le service de radiophare a été supprimé en 1999 et, en même temps, des radars et des équipements de communication supplémentaires ont été installés. Bien qu'officiellement Baily soit devenu une station automatique, un préposé vit toujours dans le logement principal.

## Musée maritime national d'Irlande
Le système optique de 1902, enlevé en 1972 lorsque le phare a été modernisé, est maintenant exposé dans le National Maritime Museum of Ireland.